# Poecilomigas elegans
Espèce
Poecilomigas elegans est une espèce d'araignées mygalomorphes de la famille des Migidae.

## Distribution
Cette espèce est endémique du KwaZulu-Natal en Afrique du Sud,.

## Description
Le mâle holotype mesure 7,73 mm.

## Publication originale
- Griswold, 1987 : The African members of the trap-door spider family Migidae (Araneae: Mygalomorphae) 2: the genus Poecilomigas Simon, 1903. Annals of the Natal Museum, vol. 28, no 2, p. 475-497 (texte intégral).